# 翁格纳赫
翁格纳赫是奥地利上奥地利州弗克拉布鲁克县的一个市镇。总面积14平方公里，总人口1366人，人口密度97.6人/平方公里（2005年）。